# Колібрі-смарагд західний
Колі́брі-смара́гд західний (Chlorostilbon melanorhynchus) — вид серпокрильцеподібних птахів родини колібрієвих (Trochilidae). Мешкає в Колумбії і Еквадорі. Раніше вважався підвидом синьохвостого колібрі-смарагда, однак був визнаний окремим видом.

## Опис

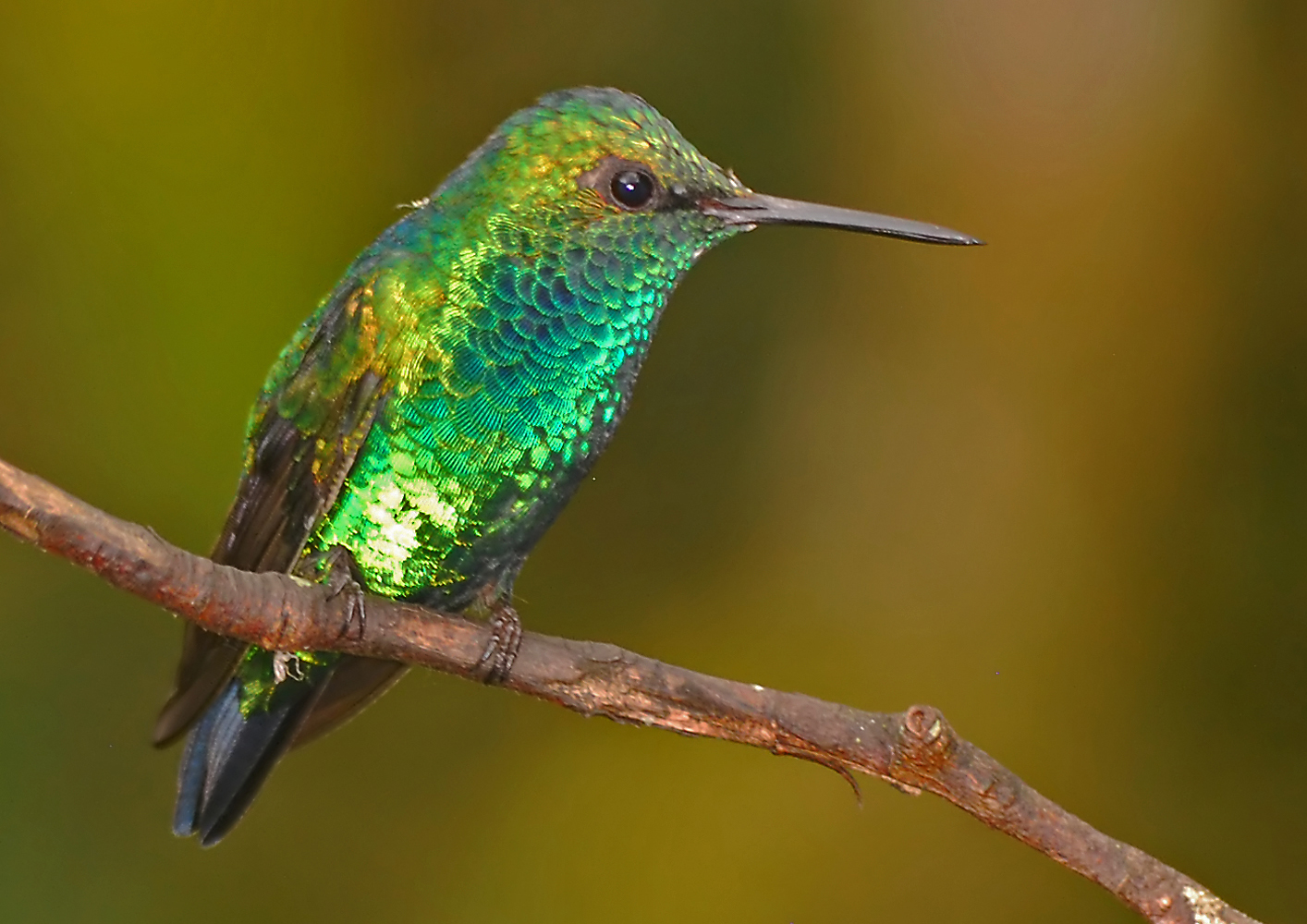
Західний колібрі-смарагд

Довжина птаха становить 10,9-11,5 см, вага 2,6 г. У самців верхня частина тіла бронзово-зелена, лоб і тім'я більш блискучі, зелені з золотистим відблиском, обличчя яскраво-зелене. Нижня частина тіла блискучо-смарагдово-зелена, на стегнах пучки білого пір'я. Хвіст дещо роздвоєний, сталево-синій. 
У самиць лоб і тім'я бронзово-зелені, на обличчі темна "маска", за очима блідо-сірі смуги. Верхня частина тіла трав'янисто-зелена з металевим відблиском, хвіст синювато-чорний з білим кінчиком. Нижня частина тіла білувата, центральна частина горла і живіт мають охристий відтінок. Дзьоб короткий, прямий, чорний, довжиною 13 мм. 

## Поширення і екологія
Західні колібрі-смарагди мешкають на західних схилах Анд в Колумбії і Еквадорі. Вони живуть на узліссях вологих тропічних лісів, на галявинах, в чагарникових заростях, парках і садах в Колумбії на висоті від 1000 до 2000 м над рівнем моря, в Еквадорі на висоті від 600 до 2700 м над рівнем моря, місцями на висоті до 3050 м над рівнем моря. Живляться нектаром дрібних квітів з родини альстремерієвих. Сезон розмноження в Колумбії триває з січня по червень.